# François Hippolyte Sairas
François Hippolyte Sairas est un homme politique français né le 14 septembre 1772 à Marseille (Bouches-du-Rhône) et mort le 6 novembre 1847 à Marseille.

## Biographie
Négociant et propriétaire, il est député des Bouches-du-Rhône de 1816 à 1820, siégeant à droite et soutenant les gouvernements de la Restauration.

## Sources
- « François Hippolyte Sairas », dans Adolphe Robert et Gaston Cougny, Dictionnaire des parlementaires français, Edgar Bourloton, 1889-1891 [détail de l’édition]